# هالسا
هالسا (به لاتین: Halsa) یک شهرستان در نروژ است که در مور او رومسدال واقع شده‌است.

## خصوصیات
هالسا ۳۰۱٫۰۲ کیلومترمربع مساحت و ۱٬۶۰۶ نفر جمعیت دارد.